# 梅林达德瓦尔迪维耶尔索
梅林达德瓦尔迪维耶尔索，是西班牙卡斯蒂利亚-莱昂布尔戈斯省的一个市镇。总面积129平方公里，总人口530人（2001年），人口密度4人/平方公里。